# Кубок Европейской конфедерации волейбола среди женщин 2016/2017
37-й розыгрыш Кубка Европейской конфедерации волейбола (ЕКВ) среди женщин проходил с 13 декабря 2016 по 15 апреля 2017 года с участием 36 клубных команд из 26 стран-членов Европейской конфедерации волейбола. Победителем турнира стала российская команда «Динамо-Казань» (Казань).

## Система квалификации
24 места в Кубке Европейской конфедерации волейбола 2016/2017 были распределены по рейтингу ЕКВ на 2017 год, учитывающему результаты выступлений клубных команд стран-членов ЕКВ в еврокубках на протяжении трёх сезонов (2012/2013—2014/2015). Согласно ему места в Кубке получили клубы стран, занимающих 1—20 позиции в рейтинге: Турция, Россия, Польша, Азербайджан (все по 1 команде, так как в Лиге чемпионов 2017 эти страны имели возможность напрямую заявить по 2 представителя), Франция, Германия, Италия, Швейцария (все по 2), Румыния, Чехия, Сербия, Бельгия, Финляндия, Украина, Словения, Греция, Австрия, Нидерланды, Израиль, Босния и Герцеговина (все по 1 команде). От заявки отказались Азербайджан, Украина, Босния и Герцеговина. Одно вакантное место предоставлено Хорватии. 
Также в розыгрыш Кубка включены 14 команд, не прошедших квалификацию Лиги чемпионов.

## Команды-участницы
Не квалифицировавшиеся в Лигу чемпионов
| Страна               | Команда                       |                                    |
| -------------------- | ----------------------------- | ---------------------------------- |
| Франция              | «Расинг Клуб де Канн» (Канны) | 2-й призёр чемпионата Франции 2016 |
| Чехия                | «АГЕЛ Простеёв» (Простеёв)    | Чемпион Чехии 2016                 |
| Сербия               | «Визура» (Белград)            | Чемпион Сербии 2016                |
| Финляндия            | ХПК (Хяменлинна)              | Чемпион Финляндии 2016             |
| Украина              | «Химик» (Южное)               | Чемпион Украины 2016               |
| Израиль              | «Маккаби Неве-Шаанан» (Хайфа) | Чемпион Израиля 2016               |
| Босния и Герцеговина | «Бимал-Единство» (Брчко)      | Чемпион Боснии и Герцеговины 2016  |
| Белоруссия           | «Минчанка» (Минск)            | Чемпион Белоруссии 2016            |
| Венгрия              | «Линамар» (Бекешчаба)         | Чемпион Венгрии 2016               |
| Болгария             | «Марица» (Пловдив)            | Чемпион Болгарии 2016              |
| Черногория           | «Лука Бар» (Бар)              | Чемпион Черногории 2016            |
| Эстония              | «Кохила» (Кохила)             | Чемпион Эстонии 2016               |
| Словения             | «Кальцит» (Любляна)           | Чемпион Словении 2016              |
| Косово               | «Дрита» (Гнилане)             | Чемпион Косово 2016                |

Заявленные непосредственно в Кубок ЕКВ
| Страна     | Команда                       |                                                                      |
| ---------- | ----------------------------- | -------------------------------------------------------------------- |
| Турция     | «Галатасарай» (Стамбул)       | По итогам чемпионата Турции 2016 (4-е место)                         |
| Россия     | «Динамо-Казань» (Казань)      | По итогам чемпионата России 2016 (4-е место)                         |
| Польша     | «Будовляни» (Лодзь)           | по итогам чемпионата Польши 2016                                     |
| Франция    | «Пари Сен-Клу» (Париж)        | 3-й призёр чемпионата Франции 2016                                   |
| Франция    | «Безье» (Безье)               | по итогам предварительной стадии чемпионата Франции 2016 (2-е место) |
| Италия     | «Поми» (Казальмаджоре)        | по итогам предварительной стадии чемпионата Италии 2016 (2-е место)  |
| Италия     | «Унет-Ямамай» (Бусто-Арсицио) | по приглашению ЕКВ                                                   |
| Германия   | «Альянц-МТВ» (Штутгарт)       | 2-й призёр чемпионата Германии 2016                                  |
| Германия   | «Роте-Рабен» (Фильсбибург)    | по итогам чемпионата Германии 2016 (6-е место)                       |
| Швейцария  | «Дюдинген» (Дюдинген)         | 3-й призёр чемпионата Швейцарии 2016                                 |
| Швейцария  | «Франш-Монтань» (Сеньлежье)   | по итогам чемпионата Швейцарии 2016                                  |
| Румыния    | «Тырговиште» (Тырговиште)     | 2-й призёр чемпионата Румынии 2016                                   |
| Чехия      | «Оломоуц» (Оломоуц)           | 2-й призёр чемпионата Чехии 2016                                     |
| Сербия     | «Единство» (Стара-Пазова)     | 2-й призёр чемпионата Сербии 2016                                    |
| Бельгия    | «Гент Дам» (Гент)             | 2-й призёр чемпионата Бельгии 2016                                   |
| Финляндия  | «Виести» (Сало)               | 2-й призёр чемпионата Финляндии 2016                                 |
| Словения   | «Нова-КБМ-Браник» (Марибор)   | 2-й призёр чемпионата Словении 2016                                  |
| Греция     | «Тирас» (Фира)                | 2-й призёр чемпионата Греции 2016                                    |
| Австрия    | «Тироль» (Инсбрук)            | 2-й призёр чемпионата Австрии 2016                                   |
| Нидерланды | «Эйроспед» (Алмело)           | по итогам чемпионата Нидерландов 2016 (5-е место)                    |
| Израиль    | «Хапоэль» (Кфар-Сава)         | По итогам чемпионата Израиля 2016 (3-е место)                        |
| Хорватия   | «Младост» (Загреб)            | Чемпион Хорватии 2016                                                |

Лучшие (по итогам национальных чемпионатов 2016) волейбольные команды Турции, России, Польши, Азербайджана, Франции, Италии, Германии, Швейцарии, Румынии в сезоне 2016/2017 выступали в Лиге чемпионов.

## Система проведения розыгрыша
Со старта (1/32) в розыгрыше участвовали 16 команд, из которых две выбывшие в 1-м раунде квалификации Лиги чемпионов. Во 2-й стадии (1/16) участвовали 8 команд, прошедшие 1-й этап, 8 — освобождённые от игр на 1-м этапе, 8 — выбывшие во 2-м раунде квалификации Лиги чемпионов. В 3-м раунде (1/8) участвуют 12 команд, прошедших 2-й этап, и 4 — выбывшие в 3-м раунде квалификации Лиги чемпионов.  
Во всех стадиях турнира применяется система плей-офф, то есть команды делятся на пары и проводят между собой по два матча с разъездами. Победителем пары выходит команда, одержавшая две победы. В случае равенства побед победителем становится команда, набравшая в рамках двухматчевой серии большее количество очков (за победу 3:0 и 3:1 даётся 3 очка, за победу 3:2 — 2 очка, за поражение 2:3 — 1, за поражение 1:3 и 0:3 очки не начисляются). Если обе команды при этом набрали одинаковое количество очков, то назначается дополнительный («золотой») сет, победивший в котором выходит в следующий раунд соревнований. 

## 1/32 финала
13-15.12/20-21.12.2016
 «Франш-Монтань» (Сеньлежье) —  «Дрита» (Гнилане) 
15 декабря. 3:0 (25:18, 25:14, 25:16).
20 декабря. 3:0 (25:12, 25:22, 25:11).
 «Тироль» (Инсбрук) —  «Лука Бар» (Бар)
13 декабря. 3:1 (22:25, 25:19, 25:15, 25:20).
21 декабря. 1:3 (23:25, 25:13, 17:25, 18:25). «Золотой» сет — 10:15.
 «Эйроспед» (Алмело) —  «Оломоуц»
14 декабря. 0:3 (22:25, 21:25, 20:25).
21 декабря. 0:3 (16:25, 18:25, 20:25).
 «Роте-Рабен» (Фильсбибург) —  «Единство» (Стара-Пазова)
14 декабря. 3:1 (29:27, 22:25, 25:16, 25:20).
21 декабря. 0:3 (17:25, 21:25, 11:25). «Золотой» сет — 16:18.
 «Унет-Ямамай» (Бусто-Арсицио) —  «Гент Дам» (Гент) 
15 декабря. 3:1 (25:27, 25:19, 25:21, 25:17).
21 декабря. 3:0 (25:19, 25:20, 25:22).
 «Младост» (Загреб) —  «Виести» (Сало)
14 декабря. 0:3 (21:25, 21:25, 16:25).
21 декабря. 0:3 (21:25, 24:26, 19:25).
 «Пари Сен-Клу» (Париж) —  «Нова-КБМ-Браник» (Марибор)
14 декабря. 0:3 (22:25, 21:25, 19:25).
21 декабря. 1:3 (25:20, 22:25, 15:25, 14:25).
 «Хапоэль» (Кфар-Сава) —  «Тирас» (Фира) 
14 декабря. 3:0 (25:19, 25:22, 25:21).
21 декабря. 3:2 (26:24, 23:25, 25:19, 18:25, 15:11).
От игр в 1/32 финала освобождены:
| «Поми» (Казальмаджоре) «Альянц-МТВ» (Штутгарт) «Тырговиште» «Галатасарай» (Стамбул) | «Динамо-Казань» (Казань) «Будовляни» (Лодзь) «Дюдинген» «Безье» |

В 1/16 примут участие 8 команд, выбывшие из квалификации Лиги чемпионов после 2-го раунда:
| ХПК (Хяменлинна) «Химик» (Южное) «Кальцит» (Любляна) «Маккаби Неве-Шаанан» (Хайфа) | «Бимал-Единство» (Брчко) «Линамар» (Бекешчаба) «Марица» (Пловдив) «Кохила» |

## 1/16 финала
11-12.01/24-26.01.2017
 «Виести» (Сало) —  ХПК (Хяменлинна)
12 января. 0:3 (20:25, 21:25, 20:25).
25 января. 0:3 (21:25, 19:25, 18:25).
 «Унет-Ямамай» (Бусто-Арсицио) —  «Марица» (Пловдив) 
12 января. 3:1 (25:13, 23:25, 25:15, 25:16).
25 января. 2:3 (25:16, 24:26, 25:23, 23:25, 15:17).
 «Единство» (Стара-Пазова) —  «Линамар» (Бекешчаба)
11 января. 1:3 (17:25, 25:12, 16:25, 15:25).
25 января. 2:3 (10:25, 25:21, 20:25, 25:23, 10:15).
 «Поми» (Казальмаджоре) —  «Маккаби Неве-Шаанан» (Хайфа) 
12 января. 3:0 (25:20, 25:18, 25:13).
26 января. 3:0 (25:21, 25:15, 25:19).
 «Нова-КБМ-Браник» (Марибор) —  «Кальцит» (Любляна) 
11 января. 3:1 (25:21, 21:25, 26:24, 25:20).
26 января. 3:0 (25:21, 25:15, 25:16).
 «Хапоэль» (Кфар-Сава) —  «Бимал-Единство» (Брчко)
12 января. 3:0 (25:17, 25:17, 25:21).
25 января. 1:3 (25:15, 20:25, 23:25, 22:25). «Золотой» сет — 8:15.
 «Альянц-МТВ» (Штутгарт) —  «Кохила» 
11 января. 3:0 (25:13, 25:17, 25:12).
25 января. 3:0 (25:10, 25:21, 25:14).
 «Тырговиште» —  «Химик» (Южное)
11 января. 2:3 (25:22, 25:11, 22:25, 24:26, 14:16).
26 января. 2:3 (16:25, 24:26, 25:23, 25:22, 13:15).
 «Фран-Монтань» (Сеньлежье) —  «Галатасарай» (Стамбул)
12 января. 1:3 (25:23, 15:25, 17:25, 13:25).
24 января. 0:3 (14:25, 23:25, 16:25).
 «Оломоуц» —  «Динамо-Казань» (Казань)
11 января. 0:3 (16:25, 16:25, 16:25).
26 января. 0:3 (11:25, 16:25, 16:25).
 «Лука Бар» (Бар) —  «Будовляни» (Лодзь)
11 января. 0:3 (15:25, 14:25, 22:25).
25 января. 0:3 (9:25, 14:25, 17:25).
 «Дюдинген» —  «Безье»
11 января. 1:3 (25:23, 19:25, 21:25, 26:28).
24 января. 0:3 (23:25, 23:25, 21:25).
В 1/8 примут участие 4 команды, выбывшие из квалификации Лиги чемпионов после 3-го раунда:
 «Расинг Клуб де Канн» (Канны)
 «АГЕЛ Простеёв» (Простеёв)
 «Визура» (Белград)
 «Минчанка» (Минск)

## 1/8 финала
7-8.02/21-23.02.2017
 «Линамар» (Бекешчаба) —  «Безье» 
7 февраля. 3:1 (23:25, 25:10, 25:13, 25:23).
21 февраля. 3:1 (25:23, 18:25, 25:22, 25:9).
 «Унет-Ямамай» (Бусто-Арсицио) —  «Минчанка» (Минск) 
8 февраля. 3:0 (25:17, 25:16, 25:17).
22 февраля. 2:3 (22:25, 25:22, 21:25, 26:24, 10:15).
 «Поми» (Казальмаджоре) —  ХПК (Хяменлинна) 
8 февраля. 3:0 (25:18, 25:18, 25:17).
22 февраля. 3:2 (25:16, 25:21, 15:25, 25:27, 15:12).
 «Альянц-МТВ» (Штутгарт) —  «АГЕЛ Простеёв» (Простеёв) 
8 февраля. 3:0 (25:16, 25:17, 25:14).
22 февраля. 3:2 (19:25, 25:21, 22:25, 25:17, 15:9).
 «Галатасарай» (Стамбул) —  «Нова-КБМ-Браник» (Марибор) 
7 февраля. 3:0 (25:23, 25:19, 25:15).
23 февраля. 2:3 (25:14, 23:25, 25:20, 21:25, 9:15).
 «Будовляни» (Лодзь) —  «Расинг Клуб де Канн» (Канны) 
8 февраля. 3:0 (25:20, 26:24, 25:18).
22 февраля. 2:3 (20:25, 25:23, 30:28, 13:25, 13:15).
 «Динамо-Казань» (Казань) —  «Бимал-Единство» (Брчко) 
8 февраля. 3:0 (25:12, 25:11, 25:17).
22 февраля. 3:0 (25:14, 25:12, 25:19).
 «Химик» (Южное) —  «Визура» (Белград)
23 февраля. 2:3 (14:25, 25:23, 25:23, 20:25, 8:15).
По взаимной договорённости команды провели только один матч серии, который состоялся на нейтральном поле в городе Брчко (Босния и Герцеговина).

## Четвертьфинал
7-8.03/15-16.03.2017
 «Линамар» (Бекешчаба) —  «Унет-Ямамай» (Бусто-Арсицио)
7 марта. 1:3 (23:25, 28:26, 14:25, 19:25).
15 марта. 0:3 (20:25, 8:25, 22:25).
 «Альянц-МТВ» (Штутгарт) —  «Поми» (Казальмаджоре)
7 марта. 2:3 (19:25, 19:25, 25:22, 25:21, 12:15).
15 марта. 0:3 (22:25, 14:25, 24:26).
 «Галатасарай» (Стамбул) —  «Будовляни» (Лодзь) 
8 марта. 3:1 (25:15, 25:27, 25:14, 25:17).
16 марта. 3:0 (25:23, 25:18, 25:17).
 «Динамо-Казань» (Казань) —  «Визура» (Белград) 
7 марта. 3:0 (25:8, 25:23, 25:12).
15 марта. 3:0 (25:14, 25:16, 25:16).

## Полуфинал
28.03/1-2.04.2017
 «Поми» (Казальмаджоре) —  «Унет-Ямамай» (Бусто-Арсицио)
28 марта. 0:3 (22:25, 20:25, 27:29).
1 апреля. 2:3 (25:23, 25:23, 23:25, 27:29, 9:15).
 «Галатасарай» (Стамбул) —  «Динамо-Казань» (Казань)
28 марта. 3:0 (25:23, 27:25, 25:16).
2 апреля. 0:3 (18:25, 20:25, 18:25). «Золотой» сет — 11:15.

## Финал

### 1-й матч
| 11 апреля 2017 | \| «Динамо-Казань» (Казань) \| 3:1 cev.lu \| «Унет-Ямамай» (Бусто-Арсицио) \| \| Дарья Столярова (8) Элица Василева (26) Ирина Заряжко (4) Евгения Старцева (1) Ирина Воронкова (19) Марина Марюхнич (6) Екатерина Уланова (либеро) Елена Ежова Анастасия Подошвина Ольга Бирюкова Ирина Филиштинская (3) \| Голы \| Бетриче Берти (8) Валентина Диуф (23) Валентина Фьорин (7) Федерика Стуфи (8) Ноэми Синьориле (2) Брайелин Мартинес (8) Агата Витковска (либеро) Бетриче Негретти Анти Василантонаки (12) Серена Монета Катерина Чьялфи \| | Казань Центр волейбола «Санкт-Петербург» 2000 зрителей |
| Счёт по партиям — 25:18, 25:22, 20:25, 25:22. Время матча — 1 час 58 минут. Судьи: Иван Лазаревич, Симеон Иванов. | | |
| «Динамо-Казань» (Казань) | 3:1 cev.lu | «Унет-Ямамай» (Бусто-Арсицио) |
| Дарья Столярова (8) Элица Василева (26) Ирина Заряжко (4) Евгения Старцева (1) Ирина Воронкова (19) Марина Марюхнич (6) Екатерина Уланова (либеро) Елена Ежова Анастасия Подошвина Ольга Бирюкова Ирина Филиштинская (3) | Голы | Бетриче Берти (8) Валентина Диуф (23) Валентина Фьорин (7) Федерика Стуфи (8) Ноэми Синьориле (2) Брайелин Мартинес (8) Агата Витковска (либеро) Бетриче Негретти Анти Василантонаки (12) Серена Монета Катерина Чьялфи |

### 2-й матч
| 15 апреля 2017 | \| «Унет-Ямамай» (Бусто-Арсицио) \| 2:3 cev.lu \| «Динамо-Казань» (Казань) \| \| Бетриче Берти (8) Валентина Диуф (22) Валентина Фьорин (9) Федерика Стуфи (10) Ноэми Синьориле (3) Брайелин Мартинес (9) Агата Витковска (либеро) Илария Спирито (либеро) Бетриче Негретти (8) Анти Василантонаки (5) Серена Монета (3) Катерина Чьялфи (2) \| Голы \| Дарья Столярова (13) Элица Василева (8) Ирина Заряжко (14) Евгения Старцева (4) Ирина Воронкова (19) Марина Марюхнич (12) Екатерина Уланова (либеро) Елена Ежова Ирина Филиштинская (5) Анастасия Подошвина (2) Ольга Бирюкова (4) Юлия Подскальная (2) \| | Бусто-Арсицио Дворец спорта «PalaYamamay» 3483 зрителя |
| Счёт по партиям — 25:23, 25:16, 12:25, 21:25, 12:15. Время матча — 2 часа 6 минут. Судьи: Брайан Макдугалл, Марко ван Зантен. | | |
| «Унет-Ямамай» (Бусто-Арсицио) | 2:3 cev.lu | «Динамо-Казань» (Казань) |
| Бетриче Берти (8) Валентина Диуф (22) Валентина Фьорин (9) Федерика Стуфи (10) Ноэми Синьориле (3) Брайелин Мартинес (9) Агата Витковска (либеро) Илария Спирито (либеро) Бетриче Негретти (8) Анти Василантонаки (5) Серена Монета (3) Катерина Чьялфи (2) | Голы | Дарья Столярова (13) Элица Василева (8) Ирина Заряжко (14) Евгения Старцева (4) Ирина Воронкова (19) Марина Марюхнич (12) Екатерина Уланова (либеро) Елена Ежова Ирина Филиштинская (5) Анастасия Подошвина (2) Ольга Бирюкова (4) Юлия Подскальная (2) |

## Призёры
«Динамо-Казань» (Казань): Елена Ежова, Марина Марюхнич, Юлия Подскальная, Ирина Заряжко, Ирина Воронкова, Дарья Столярова, Евгения Старцева, Екатерина Уланова, Ирина Филиштинская, Анастасия Подошвина, Элица Василева, Ольга Бирюкова. Главный тренер — Ришат Гилязутдинов.
  «Унет-Ямамай» (Бусто-Арсицио): Федерика Стуфи, Ноэми Синьориле, Катерина Чьялфи, Илария Спирито, Валентина Фьорин, Агата Витковска, Брайелин Мартинес, Беатриче Бадини, Анти Василантонаки, Валентина Диуф, Серена Монета, Беатриче Берти, Беатриче Негретти, Джулия Пизани. Главный тренер — Марко Менкарелли.